# Serranus africanus
Serranus africanus es una especie de peces de la familia Serranidae en el orden de los Perciformes.

## Morfología
Los machos pueden llegar alcanzar los 14 cm de longitud total.

## Distribución geográfica
Se encuentra desde Mauritania hasta el Senegal, Benín, Nigeria y el norte de Angola.